# Enrica von Handel-Mazzetti

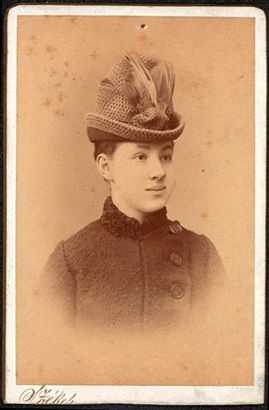
Enrica Handel-Mazzetti, ca. 1889

Enrica von Handel-Mazzetti (* 10. Jänner 1871 in Wien, Österreich-Ungarn; † 8. April 1955 in Linz) war eine österreichische Schriftstellerin, seit dem Adelsaufhebungsgesetz 1919 hieß sie Enrica Handel-Mazzetti.

## Leben
Enrica von Handel-Mazzetti wurde 1871 in Wien als zweite Tochter des k.u.k. Hauptmannes Heinrich Hypolith Freiherr von Handel-Mazzetti und seiner Ehefrau Irene, geborene Csergheö von Nemes-Zacskánd, geboren. Der Botaniker Heinrich von Handel-Mazzetti war ihr Cousin. Ihr Vater starb bereits vier Monate vor der Geburt Enricas 31-jährig an den Folgen eines Sonnenstichs. Seine Witwe sorgte in der Folge für eine standesgemäße Ausbildung der zwei Töchter Elvira (* 1. November 1869) und Enrica.
Den ersten Unterricht erhielt Enrica durch Privatlehrer, danach folgten Bürger- und Klosterschule in St. Pölten. Handel-Mazzetti kehrte danach in den Haushalt der Mutter in Wien zurück und lebte bis 1901 mit ihr zusammen. Nach der Matura studierte sie in Wien Geschichte und Sprachwissenschaften. Bereits mit 19 Jahren veröffentlichte sie erste Gedichte in verschiedenen Zeitschriften. 1895 wurde sie Mitarbeiterin und Feuilletonistin der Wiener Zeitung.

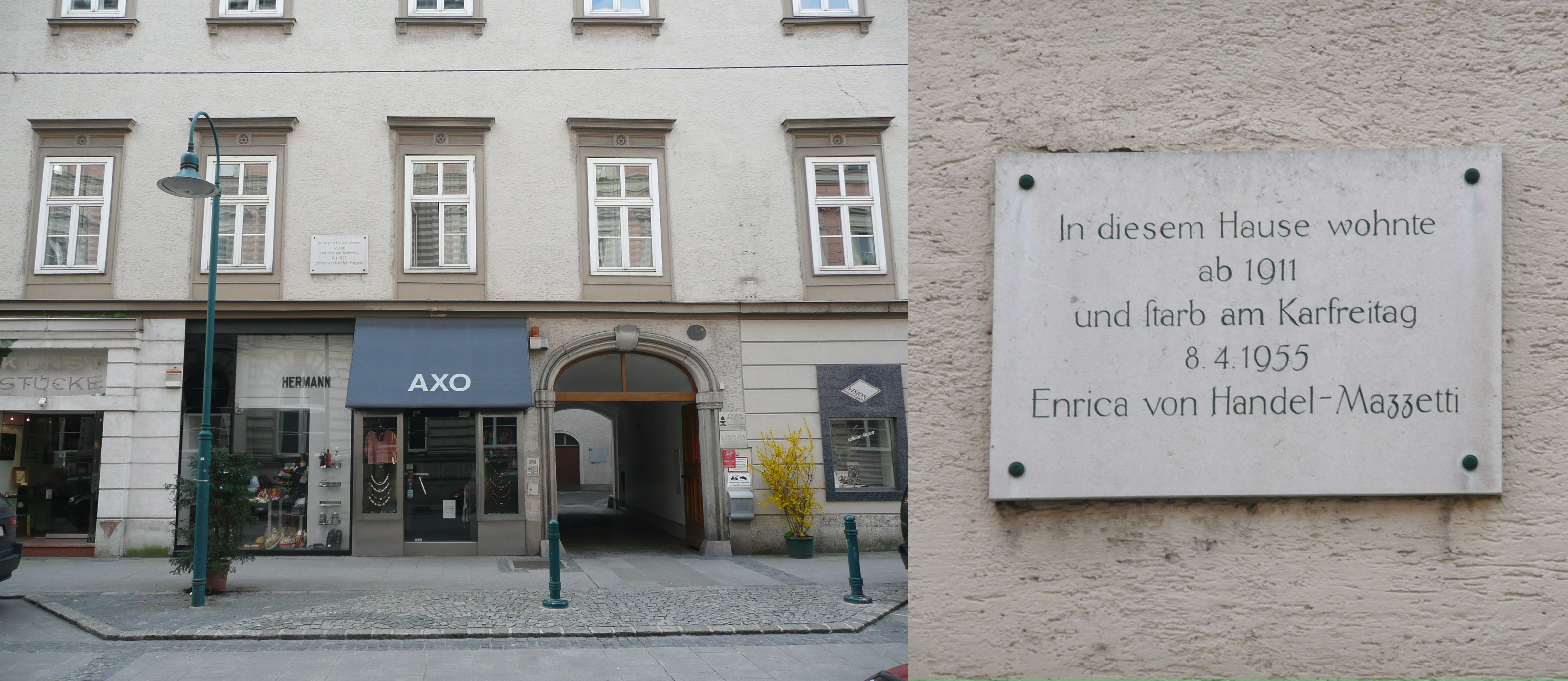
Gedenktafel am Sterbehaus von Enrica von Handel-Mazzetti. Linz, Spittelwiese

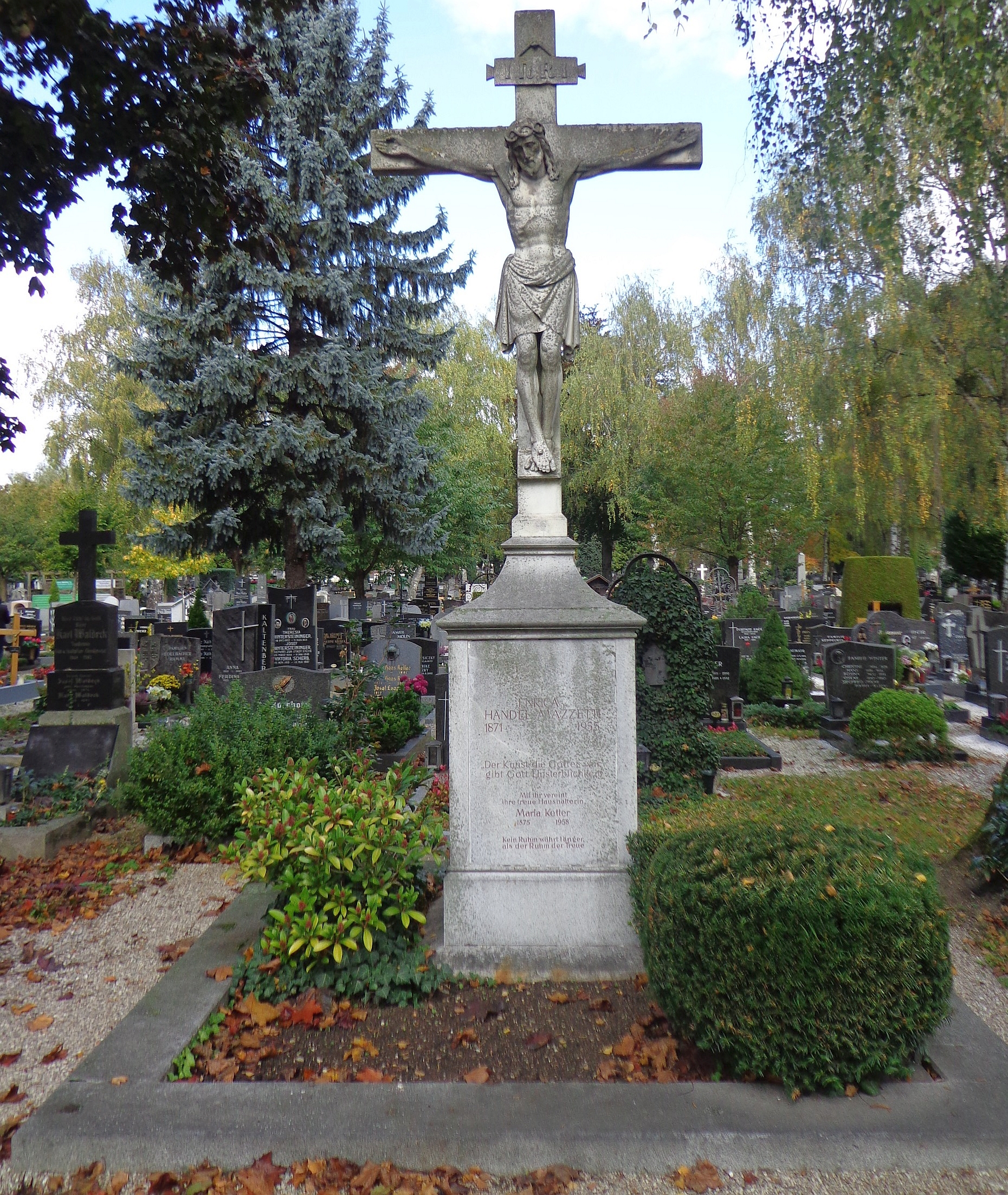
Grab von Enrica von Handel-Mazzetti auf dem St. Barbara-Friedhof Linz

Nach dem Tod der Mutter übersiedelte sie 1901 nach Steyr zu einem Onkel väterlicherseits, dem unverheirateten Baron Anton von Handel-Mazzetti. Ihre ältere Schwester war in ein Kloster eingetreten. Als der Onkel 1911 zum Landesgerichtspräsidenten ernannt wurde, folgte sie ihm nach Linz. Zu dieser Zeit arbeitete sie am Roman Stephana Schwertner, der die Glaubenskämpfe im alten Steyr zum Hintergrund hat. Bis zu ihrem Tod verließ sie Linz nur noch für kürzere Zeit. Als 1933 anlässlich einer außerordentlichen Generalversammlung des P.E.N.-Clubs eine Gruppe von 25 Schriftstellern eine Resolution gegen die Bücherverbrennung 1933 in Deutschland verabschiedete, trat Enrica von Handel-Mazzetti gemeinsam mit anderen nationalen, völkischen und katholischen Autoren aus dem P.E.N.-Club aus. Enrica von Handel-Mazzetti wurde im selben Jahr Mitglied der Deutschen Dichterakademie. In ihrem Dankschreiben anlässlich ihrer Aufnahme äußerte sie sich positiv über die NS-Literaturpolitik und sprach vom „gewaltigen Führer“ und wie dieser „Kehraus mit Schmutz und Schund gemacht“ habe sowie „Lasterkunst bedeutet Siechtum und Untergang; reine kräftige Kunst Gesundes und Hochblüte eines Volksstammes“.
Im Jahre 1934, während der Arbeit an der Waxenbergerin, wurde ein Augenleiden – eine Netzhautablösung – akut. Am 24. September 1934 erhielt sie die Sterbesakramente, erholte sich jedoch wieder und lebte noch 21 Jahre. Ihre Arbeit konnte sie jedoch erst nach über einem Jahr wieder aufnehmen. Nach dem Anschluss Österreichs an das Deutsche Reich erschien noch 1941 in kleiner Auflage der historische Roman Graf Reichard. Das Propagandaministerium in Berlin verbot jedoch mittels Geheimerlässen an Redaktionen Artikel über die Dichterin. Auch während der Kriegszeit verließ sie ihren Wohnsitz nicht. Erst am 19. Dezember 1944, als der Bombenkrieg immer heftiger wurde, übersiedelte sie für kurze Zeit zu den Elisabethinnen.
Enrica von Handel-Mazzetti starb am 8. April 1955 um drei Uhr morgens in ihrer Wohnung an der Spittelwiese. Sie wurde in einem Ehrengrab auf dem St. Barbara-Friedhof in Linz bestattet.

## Werk
Ihr Werk umfasst vor allem historische Romane und Novellen aus der Zeit der Glaubenskämpfe zwischen Katholiken und Protestanten in Österreich und der Steiermark. Bezeichnend für ihre Schriften ist eine archaisierende Sprache. Die Schriftstellerin stand mit vielen weiteren Persönlichkeiten im Schriftverkehr, u. a. mit Marie von Ebner-Eschenbach und Maria Theresia Ledóchowska.

„Mit ihrem Werk begann nach langem Schweigen eine neue, religiös bewußte und gleichzeitig künstlerisch freie Entfaltung von Dichtung aus katholischer Glaubensgesinnung. Ihre Welt war das Kloster der kulturbewußten Benediktiner, die gejagte Zeit der Gegenreformation und der Kampf der Konfessionen, den sie aus religiösem Gefühl deutete. Aber über allem Konfessionellen stand ihr die Kraft der einen, christlichen Humanität.“

Ihr Werk war in der katholischen Literaturszene nicht unumstritten. „Man verübelt es der Baronin v. Handel-Mazzetti, dass sie in ihrem Bilde des Katholizismus auch dunkle Farben aufgetragen, Schatten angebracht hat.“ Für den Integralisten Umberto Benigni waren ihre Romane Meinrad Helmpergers denkwürdiges Jahr (1900) und Jesse und Maria (1906) problematische Zeugnisse des „literarischen Modernismus“.

## Auszeichnungen und Ehrungen
- 1914 erhielt sie den Ebner-Eschenbach-Preis.
- 1946 wurde sie Ehrenbürgerin von Steyr.
- 1951 wurde ein Literaturpreis nach ihr benannt.

Folgende Verkehrswege tragen den Namen von Handel-Mazzetti:
- In Linz wurde 1930 die Handel-Mazzetti Straße nach ihr benannt.[8] Im Jahr 2022 wurde Handel-Mazzetti allerdings im Linzer Straßennamenbericht[9] behandelt und dort aufgrund ihrer Beziehungen zum NS-Regime in die Belastungskategorie 3 eingestuft.
- Die Stadt Steyr benannte 1931 die Handel-Mazzetti-Promenade nach ihr.[10]
- Die Handel-Mazzetti-Gasse in Wien-Donaustadt (22. Bezirk) trägt diesen Namen seit 1981.[11]
- Weitere Handel-Mazzetti-Straßen befinden sich in Bad Schallerbach, im Süden der Landeshauptstadt St. Pölten, in Schwanenstadt, Timelkam und Wels.

## Ausstellungen
- Das Linzer Stifterhaus veranstaltete 2006 eine Ausstellung mit dem auf ihren Briefwechsel anspielenden Titel: „Und küsse Ihre Busipfötchen“.

## Werke (Auswahl)
- Nicht umsonst (Schauspiel). 1891
- Kleine Opfer. 1891
- Meinrad Helmpergers denkwürdiges Jahr (Erzählung). Stuttgart 1900
- Jesse und Maria. Kempten: Kösel, 1906
- Die arme Margaret (Ein Volksroman aus dem alten Steyr). 1910
- Napoleon II. 1912
- Stephana Schwertner, 3 Bände. 1912–14
- Ritas Briefe 1918
- Ritas Vermächtnis 1924
- Das Rosenwunder, 3 Bände. 1924–26. 2. Auflage 1934 unter dem Titel „Sand-Trilogie“ (über Karl Ludwig Sand)
- J. C. Günther. 1927
- Frau Maria, 3 Bände. 1929–31
- Die Waxenbergerin. 1934
- Graf Reichard, 2 Bände. 1939/40
- Karl von Aspern. 1948
- [Autobiografie], in: Elga Kern (Hrsg.): Führende Frauen Europas. In 25 Selbstschilderungen. Neue Folge. E. Reinhardt, München 1930, S. 41–45

## Belege
1. 1 2  Rudolf Lehr: Landes-Chronik Oberösterreich, Verlag Christian Brandstätter, Wien 2004, ISBN 3-85498-331-X, S. 386 (Artikel Die wunderbare Welt der Phantasie von Rudolf Lehr).
2. ↑  Ulrike Oedl: Das Exilland Österreich zwischen 1933 und 1938. In: Universität Salzburg (Hrsg.): Österreichische Literatur im Exil. 2002, S. 10 (literaturepochen.at [PDF; abgerufen am 26. Januar 2025]).
3. ↑  Kurt Habitzel: Literatur und Literaturbetrieb in Tirol im Zeichen des Anschlusses. Diplomarbeit. Hrsg.: Universität Innsbruck. Innsbruck 1990, S. 33 und 87 (uibk.ac.at [PDF]).
4. ↑  Brief zitiert in: Hildegard Brenner: Ende einer bürgerlichen Kunst-Institution. Die politische Formierung der Preußischen Akademie der Künste ab 1933. Oldenbourg Wissenschaftsverlag, Stuttgart 1972, ISBN 978-3-486-70360-3, S. 98–99.
5. ↑  Fritz Martini: Deutsche Literaturgeschichte, Stuttgart 1978, S. 476.
6. ↑  Wir deutsche Katholiken! Eine Gewissenserforschung, in: Kölnische Volkszeitung Nr. 84, 28. Januar 1909, S. 1.
7. ↑  Hermann Cardauns: Ein Appell an alle besonnenen Leute, in: Kölnische Volkszeitung Nr. 337, 24. April 1910.
8. ↑  Handel-Mazzetti-Straße. In: stadtgeschichte.linz.at, Linzer Straßennamen.
9. ↑  Johannes Kaska: Enrica Handel-Mazzetti. In: Cornelia Daurer, Marcus Gräser, Brigitte Kepplinger, Martin Krenn, Walter Schuster, Cornelia Sulzbacher (Hrsg.): Bericht der Linzer Straßennamenkommission. Linz 2022, S. 895–906 (linz.at).
10. ↑  Handel-Mazzetti-Promenade. In: steyr.at. Abgerufen am 26. Januar 2025.
11. ↑  Handel-Mazzetti-Gasse im Wien Geschichte Wiki der Stadt Wien

| Personendaten    | Personendaten                                        |
| ---------------- | ---------------------------------------------------- |
| NAME             | Handel-Mazzetti, Enrica von                          |
| ALTERNATIVNAMEN  | Handel-Mazzetti, Enrica                              |
| KURZBESCHREIBUNG | österreichische Dichterin und Literaturpreisträgerin |
| GEBURTSDATUM     | 10. Januar 1871                                      |
| GEBURTSORT       | Wien                                                 |
| STERBEDATUM      | 8. April 1955                                        |
| STERBEORT        | Linz                                                 |